# One Nite Stand (of Wolves and Sheep)
„One Nite Stand (of Wolves and Sheep)” – piosenka pop stworzona przez Wyclefa Jeana (który również rapuje w utworze) na drugi, studyjny album niemieckiej piosenkarki Sarah Connor, Unbelievable (2002). Utwór został również wyprodukowany przez Wyclefa Jeana oraz wydany jako pierwszy singel z krążka dnia 2 września 2002.
W czasie kiedy „One Nite Stand” był grany w niemieckich stacjach radiowych, jeszcze kilka tygodni przed premierą utworu na płycie kompaktowej, producenci wokalistki zaplanowali, iż singel ukaże się również w Wielkiej Brytanii dnia 30 września 2002, jednak zrezygnowano z niewiadomych przyczyn.

## Lista utworów i formaty singla
Wydanie niemieckie/europejskie
1. „One Nite Stand (Of Wolves And Sheep)” (Radio Version)
2. „One Nite Stand (Of Wolves And Sheep)” (Video Version)
3. „One Nite Stand (Of Wolves And Sheep)” (Buddha Groove Mix)
4. „1 + 1 = 2"

Europejski dwunagraniowy singel
1. „One Nite Stand (Of Wolves And Sheep)” (Radio Version)
2. „One Nite Stand (Of Wolves And Sheep)” (Video Version)

Niemiecki vinyl-maxi singel
1. „One Nite Stand (Of Wolves And Sheep)” (Club Version w/ Shea's Club Keys)
2. „One Nite Stand (Of Wolves And Sheep)” (Radio Version)
3. „One Nite Stand (Of Wolves And Sheep)” (Acapella Version)

## Pozycje na listach
| Lista przebojów (2002)             | Najwyższa pozycja |
| ---------------------------------- | ----------------- |
| Austria (Media Control AG)         | 12                |
| Belgia (Ultratop Flamandia)        | 45                |
| Belgia (Ultratop Wallonia)         | 52                |
| Europa (Official Top 100)          | 28                |
| Europa (Eurochart Hot 100)         | 24                |
| [A] GSA (Airplay)                  | 11                |
| Holandia (Veronica)                | 25                |
| Niemcy (Media Control AG)          | 5                 |
| Polska (ZPAV)                      | 5                 |
| [A] Polska (Airplay)               | 25                |
| [A] Rumunia (Airplay)              | 93                |
| Szwajcaria (Media Control AG)      | 16                |
| Szwecja (Sverigetopplistan)        | 57                |
| Węgry (Mahasz)                     | 10                |
| [A] Airplay World Official Top 100 | 36                |
| World Singles Official Top 100     | 43                |
| Lista Przebojów (2003)             | Najwyższa pozycja |
| Nowa Zelandia (RIANZ)              | 26                |

- A ^ Notowanie Airplay.